# Wolf Kroeger
Wolf Kroeger (* 27. Mai 1941 in Deutschland) ist ein überwiegend in Kanada tätiger Filmarchitekt.

## Leben und Wirken
Kroeger stammte aus Ostdeutschland und kam kurz nach Kriegsende nach Australien. Dort wurde er ausgebildet und begann seine Laufbahn beim Fernsehen. Anschließend holte ihn die Bayerische Staatsoper für zwei Spielzeiten als Bühnenbildner. Seit Beginn der 70er Jahre in Kanada ansässig, arbeitete Kroeger als Szenenbildner bei Fernsehen und Film. Gegen Ende desselben Jahrzehnts wirkte Kroeger auch regelmäßig an US-Filmen mit, die jedoch zumeist in Kanada und Europa, gelegentlich auch in Asien und Afrika gedreht wurden. In der Branche bekannt wurde er zu Beginn der 80er Jahre mit Filmdekorationen für diverse Inszenierungen Robert Altmans.
Für Altmans Comicverfilmung Popeye errichtete Wolf Kroeger in Anchor Bay an der maltesischen Südwestküste „innerhalb von sieben Monaten des Jahres 1979 ein verwunschenes, windschiefes, hölzernes Hafendorf-Ensemble, genannt ‘Sweethaven’, das nach dem Ende der Dreharbeiten im Juni 1980 unter dem Signum ‘Popeye Village’ ein beliebtes touristisches Ausflugsziel werden sollte.“ Weitere wichtige Filmbauten entwarf Kroeger für Inszenierungen Michael Ciminos (Im Jahr des Drachen, Der Sizilianer) und Brian De Palmas (Die Verdammten des Krieges). In seiner alten Heimat kreierte Kroeger zur Jahrtausendwende für Jean-Jacques Annauds Stalingrad-Kriegsdrama Duell – Enemy at the Gates ein realitätsnahes Schlachtfeld. Seine späten Bauentwürfe unterstützten vor allem aufwendige Fantasy- und Abenteuergeschichten.

## Filmografie
- 1973: U-Turn (The Girl in Blue)
- 1974: Die Hinrichtung des Soldaten Slovik (The Execution of Private Slovik)
- 1975: Ein Orkan von Blei (Breaking Point)
- 1976: The Uncanny
- 1977: Lust auf Liebe (In Praise of Older Women)
- 1978: Quintett
- 1980: Popeye
- 1982: Rambo
- 1982: Das Idol (Split Image)
- 1983: Windhunde / Streamers -- zwei ausgeflippte Typen (Streamers)
- 1983: Das nächste Opfer (Bay Boy)
- 1983: Der Tag des Falken
- 1984: Im Jahr des Drachen
- 1986: Der Sizilianer
- 1988: Die Verdammten des Krieges
- 1989: Alles auf Sieg! (Let it Ride)
- 1989: Wir sind keine Engel
- 1991: Der letzte Mohikaner
- 1993: Die drei Musketiere
- 1996: Auf Messers Schneide – Rivalen am Abgrund
- 1998: Der 13te Krieger
- 1999: Luckys große Abenteuer (Running Free)
- 2000: Duell – Enemy at the Gates
- 2000: Equilibrium
- 2000: Jenseits aller Grenzen (UA: 2003)
- 2001: Die Herrschaft des Feuers
- 2004: Im Rennstall ist das Zebra los
- 2006: Eragon – Das Vermächtnis der Drachenreiter
- 2007: Die Liebe in den Zeiten der Cholera
- 2009: Prince of Persia: Der Sand der Zeit
- 2013: Black Sails (TV-Serie)